# Тальерес (футбольный клуб, Ремедиос-де-Эскалада)
Клуб Атлетико «Талье́рес» исп. Club Atlético Talleres, обычно называемый «Тальерес-де-Ремедиос-де-Эскалада» исп. Talleres de Remedios de Escalada или просто «Тальерес» исп. Talleres, — аргентинский футбольный клуб, представляющий город Ремедиос-де-Эскалада, расположенный в партидо Ланус Большого Буэнос-Айреса. Клуб в настоящее время играет в Примере B Метрополитана, третьем дивизионе в системе футбольных лиг Аргентины.
Помимо футбольной клуб включает в себя множество других разнообразных спортивных секций.

## История
Клуб был основан 1 июня 1906 года под названием Тальерес Юнайтед Футбольный Клуб (Talleres United Football Club), образованный слиянием двух команд: Лос-Тальерес (Los Talleres) и Хенераль-Пас (General Paz). Выбор названия для клуба был обусловлен тогдашней традицией давать аргентинским клубам английские названия, «Тальерес» является одним из старейших футбольных клубов Аргентины.

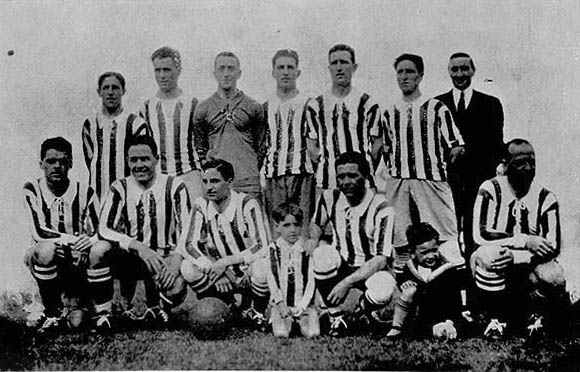
«Тальерес» в 1925 году.

В первые годы своего существования «Тальерес» испытывал финансовые трудности, поэтому выступал в низших лигах и не функционировал с 1908 по 1915 год. В 1915 году он получил право от Ассоциации футбола Аргентины играть в Примере C (тогда последнем дивизионе в системе футбольных лиг Аргентины), добившись продвижения в Дивизион Интермедия (нынешняя Примера B Метрополитана) в конце сезона.
В 1920 году клуб был переименован в футбольный клуб «Тальерес» (Talleres Football Club), а пять лет спустя пробился в Примеру, высший дивизион Аргентины. В это же время «Тальерес» приобрёл землю, на который и поныне располагается штаб-квартира и спортивные объекты клуба. Через несколько лет команда также сменила название на нынешнее Клуб Атлетико «Тальерес» (Club Atlético Talleres).
В 1934 году «Тальерес» объединился с «Ланусом», также выступавшим в Примере, чтобы создать конкурентоспособную команду на высшем уровне. Новый клуб получил название «Ла Унион Тальерес-Ланус» (La Unión Talleres-Lanús), однако этот альянс просуществовал лишь год. «Тальерес» играл в Примере до 1938 года включительно, когда он вылетел во второй дивизион. С тех пор «Тальерес» выступает в низших дивизионах, больше не поднимаясь в Примеру.
В 1945 году «Тальерес» открыл собственный бассейн.
В 1999 году клуб был объявлен банкротом и не функционировал некоторое короткое время. В 2000 году «Тальерес» подписал соглашение с «Велес Сарсфилдом», которое закончило действовать в 2003 году.